# Харківський торговельно-економічний фаховий коледж ДТЕУ
Відокремлений структурний підрозділ «Харківський торговельно-економічний фаховий коледж Державного торговельно-економічного університету» (ВСП «ХТЕФК ДТЕУ») — державний заклад фахової передвищої освіти, підпорядкований Міністерству освіти і науки України та розташований у Харкові, структурний підрозділ Державного торговельно-економічного університету.
ВСП «ХТЕФК ДТЕУ» здійснює підготовку спеціалістів для невиробничої сфери економіки — ресторанного, готельного, туристичного бізнесу, торгівлі, фінансової системи, менеджменту.

## Адміністрація
- Директор — Гурова Капіталіна Дмитрівна, кандидат економічних наук, доцент, «Заслужений працівник народної освіти України», «Відмінник освіти України».
- Заступник директора з навчально-методичної роботи — Савченко Ілля Григорович, кандидат наук з державного управління, доцент.
- Заступник директора з навчально-методичної роботи — Золотухіна Олена Олександрівна.

## Структура, спеціальності
Коледж готує фахівців за освітньо-кваліфікаційними рівнями:
- Фаховий молодший бакалавр
- Бакалавр.

Відділення економіки та бізнесу та Відділення харчових технологій та сфери обслуговування здійснюють підготовку за напрямами:
- маркетинг;
- менеджмент;
- фінанси, банківська справа, страхування та фондовий ринок;
- облік і оподаткування;
- харчові технології;
- готельно-ресторанна справа та кейтеринг;
- туризм та рекреація.

На двох відділеннях діє 2 циклові комісії.
Відділення економіки та бізнесу:
- Циклова комісія економіки, управління та адміністрування.

Відділення харчових технологій та сфери обслуговування:
- Циклова комісія харчових технологій, готельно-ресторанної справи та туризму.

В коледжі працює Відділення професійної освіти.
.